# Medielogik
Medielogik är ett begrepp som syftar på de ideal, rutiner, format och arbetsprocesser som styr urval och innehåll i nyhetsmedier.:s.14 Begreppet kan liknas vid "mediernas sätt att tänka".:s.150 Det har likheter med begreppet nyhetsvärdering och är ibland en faktor som driver medierna åt samma håll.:s.129
Nyhetslogiken kan gälla redaktionens bedöming av nyhetens vikt och relevans och påverkas av till exempel publikens intresse, samt tidsmässig, geografisk och kulturell närhet. Andra faktorer kan vara redaktionella resurser, mediets format och publikens förkunskaper.
Av både praktiska och kommunikativa skäl gör redaktionerna ett urval av vilka uppgifter som ska presenteras. De väljer vinklar och koncentrerar det som man vill berätta med hänsyn till hur viktigt och intressant som ämnet bedöms vara för målgruppen och samhället. Ju fler som berörs, desto större blir nyhetsvärdet. Kommersiella medier påverkas även av i vilken mån som nyheten kan generera intäkter.:s.95f
Konkret yttrar sig medielogiken i olika val, som syftar till att reducera mängden information så att den blir möjlig att ta till sig, samtidigt som journalisten vill fånga människors uppmärksamhet.:s.260 Bland de egenskaper som styr medielogiken kan nämnas den tid och det utrymme som finns, samt en strävan efter tillspetsning, personifiering och polarisering.:s.75
Massmedieforskaren Olof Petersson och journalisten Ingrid Carlberg skrev i Maktutredningens delrapport Makten över tanken att "den journalistiska metoden att berätta ger massmedia en alldeles egen logik".:s.94 De skriver att stora händelser och abstrakta skeenden kan görs åskådliga och hanterliga genom förenkling och illustrerande exempel, samt en journalistisk vinkel som fungerar som en konkret öppning eller en ”krok” som en nyheten eller reportaget kan hängas upp på. De noterar också att frågor kan uppmärksammas därför att det inträffar något dramatisk. En annan metod är "personifiering", där en beskrivningen av en företeelse vinklas på en person som påverkas (eller drabbas) av en händelse eller ett beslut.:s.97
Ett annat perspektiv av begreppet medielogik är att även aktörer, främst inom det politiska området, som inte är en del av massmedievärlden i ökad omfattning anpassar sig till mediernas sätt att arbeta.:s.161